# Nyírgyulaj
Nyírgyulaj je vas na Madžarskem, ki upravno spada pod podregijo Nyírbátori Županije Szabolcs-Szatmár-Bereg.